# BBFC (ensemble musical)
Pour les articles homonymes, voir BBFC.
Le BBFC, créé le 12 décembre 1981 et dissous en 1991, est un groupe de jazz vaudois. Le nom provient des initiales des quatre musiciens formant le groupe.

## Biographie
Le quartette de jazz BBFC est né en 1981 du désir d'Olivier Clerc, de retour du Mexique, de réunir un trio de musiciens pour jouer sur la place de la Palud de Lausanne à l'occasion du festival de la Cité ; il réunit alors ses amis le saxophoniste Daniel Bourquin et le contrebassiste Léon Francioli qui, de leur côté, jouent également en trio avec le tromboniste Jean-François Bovard. Le quatuor est né. Il se produit en public, avec un certain succès, ainsi qu'en témoignent les comptes rendus élogieux de la presse écrite après un concert du 12 décembre 1981. Leur premier disque, Cherchez l'erreur! (1982) se vend à plus de mille exemplaires (contre quelques centaines pour un bon groupe de jazz), lançant la réputation internationale du BBFC comme l'un des meilleurs représentants au monde du free jazz[réf. nécessaire].
Le BBFC est, en effet, l'un des seuls ensembles de jazz européens à pratiquer le free jazz. Ce genre est né au début des années 1960 aux États-Unis du désir des musiciens noirs de récupérer une esthétique musicale capable de transmettre leur révolte. Le premier représentant en a été le saxophoniste Ornette Coleman qui lance ce titre en 1961. Concrètement, le free jazz impose des règles particulières : absence de thème mélodique repérable, improvisation permanente, suppression des grilles harmoniques pour créer un climat, une atmosphère plutôt ; pas de swing ni de continuité rythmique, pas de virtuosité et un accent mis sur la recherche de sonorités nouvelles. Cependant, cette esthétique disparaît dans les années 1980, laissant le BBFC orphelin[pas clair]. Leur deuxième album, Quelle mémoire!, en 1984, confirme le succès du quatuor. Mais l'ensemble désire alors « promouvoir » sa philosophie de la musique et du free jazz disparu. Il se lance alors dans diverses collaborations avec des musiciens tels que André Jaume, Daniel Margot, Didier Hatt, André Bertholet, Mario Alberti, Runo Ericksson, Walter Heyna, Raoul Esmerode et Jacques Ditisheim qui donnent lieu à l'album Musique en 1984 puis, en collaboration avec les seuls Didier Hutt et Pascal Auberson, à l'album 1991. Andante Patriottico Ma Non Fanatico en 1987.
Mus d'un désir de concrétiser leur philosophie musicale mais aussi politique et sociale, les musiciens du BBFC s'investissent dans des projets humanitaires : ils participent ainsi à un voyage de treize artistes suisses au Nicaragua au cours de l'été 1989 et, surtout, ils montent un projet pour venir en aide à l'Éthiopie au cours de la famine des années 1984-1985. En s'alliant à la chanteuse belge Maurane, au chanteur néo-zélandais Graeme Allwright, au chanteur suisse Michel Bühler, au percussionniste Pascal Auberson et au pianiste Gaspard Glaus, le BBFC fait une tournée de trois semaines en Suisse romande, récoltant rapidement 76 614 CHF.- qui sont apportés en Éthiopie par Michel Bühler et Léon Francioli.
Durant ses dix ans d'existence, le BBFC donne quarante à cinquante concerts par an auxquels viennent s'ajouter des reprises d’œuvres en association avec d'autres musiciens et des projets spécifiques. Parmi ces collaborations, il faut mentionner La Guerre du Sondrebond de C.-F. Ramuz, spectacle créé et monté par le comédien et metteur en scène Armand Abplanalp, seul en scène avec les quatre musiciens et dont la première a eu lieu le 27 décembre 1984. Trois ans plus tard, le quatuor est appelé à collaborer avec Maurice Béjart, dont l'arrivée à Lausanne a causé beaucoup de tensions; ils créent alors une partie de la musique de Souvenir de Léningrad et la musique de Fiche signalétique, présentation des danseurs et danseuses de la troupe (21 décembre 1987). Enfin, leur dernier spectacle s'intitule Fantômes. Créé à quatre, il est destiné à être donné dans les châteaux de Suisse romande. La première a lieu le 29 juin 1990 au château d'Yverdon-les-Bains, mais la tournée est écourtée en raison du mauvais temps. Un projet de collaboration avec l'Orchestre de la Suisse romande, dirigé par Armin Jordan, naît en 1991, sur une composition de Francioli et Bovard, Don Juan et Frankenstein, mais il ne verra pas le jour, en raison de la dissolution du quatuor. En effet, à la grande surprise de son public et de la presse, le tromboniste Jean-François Bovard décide de diminuer sa collaboration avec l'ensemble pour pouvoir se consacrer à d'autres activités musicales, provoquant la disparition du BBFC.
La discographie du BBFC comprend, outre les œuvres déjà mentionnées, quatre albums, tous parus sous le label Plainisphare : BBFC-Live (1984), qui ne remporta pas le succès escompté, le disque écrasant les recherches sonores du concert ; Souvenir d'Italie (1985), belle évocation de l'outre-Léman, inspiré du bel canto et de Rossini pour quelques-unes de ses chansons ; Papa-Live in Montreux (1987) et Illusionnistes (1989).
Le BBFC disparaît en 1991. Jean-François Bovard est décédé du cancer en 2003, après avoir été l'un des compositeurs de la Fête des Vignerons de 1999 et l'auteur d'une composition pour l'ouverture de l'Expo.02 ; Olivier Clerc réside à La Tour-de-Peilz et poursuit sa carrière ; Daniel Bourquin vit à Lausanne et continue de jouer avec d'autres ensembles ainsi qu'avec Léon Francioli, jusqu'au décès de ce dernier en mars 2016 ; celui-ci avait poursuivi sa carrière, notamment à travers une collaboration avec Stéphane Blok.

## Sources
- « BBFC », sur la base de données des personnalités vaudoises sur la plateforme « Patrinum » de la Bibliothèque cantonale et universitaire de Lausanne.
- Jacot-Descombes, Christian BBFC. La Beauté n'est pas une fatalité, Lausanne, Les Cahiers de la Gazette, 1991
- Borgeaud, Pierre-Yves, "BBFC aux quatre vents", L'Hebdo, 1991/12/06, p. 93-95
- Présence des artistes suisses au Nicaragua : juillet-août 1989, Lausanne, Comité Amérique centrale, 1989
- Senff, Boris, "Jean-François Bovard. Un pays sans art, ce n'est pas un pays", 24 Heures, 2001/06/28, p. 31.